# باتری ای۲۳

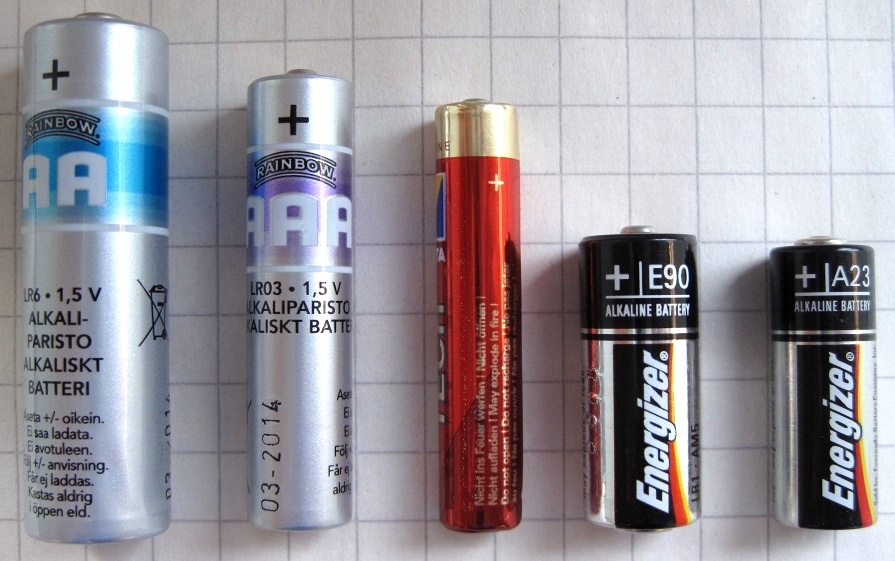
از چپ به راست ای‌ای، ای‌ای‌ای، ای‌ای‌ای‌ای، ان و ای۲۳

باتری ای۲۳  (به انگلیسی: A23 battery) یکی از سایزهای استاندارد باتری‌های پیل خشک است که برای مصارف خاص مانند ریموت‌ها، دستگاهای کنترل و گیرنده و فرستنده‌های کوچک به کار می‌رود. این باتری به صورت یک استوانه با ابعاد استاندارد ۲۸٫۵ طول و ۱۰٫۳ قطر در نظر گرفته می‌شود. این باتری از نظر ابعاد نزدیک به باتری‌های سایز ان است و می‌تواند ولتاژی بین ۱٫۲۵ تا ۱٫۵ ولت را ایجاد کند.